# انگلیش بیکنور
انگلیش بیکنور (به انگلیسی: English Bicknor) یک روستا و محله مدنی در بریتانیا است که در Forest of Dean واقع شده‌است. انگلیش بیکنور ۴۰۸ نفر جمعیت دارد.